# سیلویو ماریچ
سیلویو ماریچ (کرواتی: Silvio Marić؛ زادهٔ ۲۰ مارس ۱۹۷۵) یک بازیکن فوتبال اهل کرواسی است.
وی همچنین در تیم ملی فوتبال کرواسی بازی کرده‌است.